# A Pale Horse Named Death
Gli A Pale Horse Named Death sono un gruppo heavy metal statunitense proveniente da Brooklyn, New York.

## Storia
A Pale Horse Named Death è un progetto musicale ideato da Sal Abruscato, famoso per essere stato il batterista dei Type O Negative e dei Life of Agony. In questo progetto Sal figura nel ruolo inedito di chitarrista e cantante. Insieme a lui suona Matt Brown, produttore e chitarrista dei Seventh Void.
Il 20 febbraio 2011 il gruppo debutta dal vivo a Sayreville, New Jersey come supporto ai Seventh Void ed ai Monster Magnet. La formazione dello show comprendeva Sal Abruscato alla chitarra ed alla voce, Matt Brown alla chitarra, Bobby Hambel (Biohazard) alla chitarra, Johnny Kelly (Type O Negative, Danzig, Seventh Void) alla batteria ed Eric Morgan al basso.
Il 14 giugno 2011 esce il primo album della band, intitolato "And Hell Will Follow Me", pubblicato attraverso la Steamhammer, facente parte della SPV GmbH.

## Stile
La band cita tra le sue influenze i Type O Negative e gli Alice in Chains. Il sound del gruppo è vario, infatti si possono trovare pezzi doom/gothic e canzoni tendenti ad un hard rock più rabbioso e meno malinconico.

## Formazione

### Formazione attuale
- Sal Abruscato - voce e chitarra (2010-presente); batteria (2010-2018)
- Joe Taylor - chitarra (2018-presente)
- Eddie Heedles - chitarra (2011-presente)
- Oddie McLaughlin - basso (2021-presente)
- Chris Hamilton - batteria (2021-presente)

### Ex componenti
- Eric Morgan - basso (2011-2012, 2014-2020)
- Tommy Spano - batteria (2018)
- Matt Brown - chitarra, basso e seconda voce (2010-2013)
- Bobby Hambel - chitarra (2011)
- Johnny Kelly - batteria (2018-2020)
- Dave Bizzigotti - basso (2013)

### Turnisti
- Bobby Hambel - chitarra (2011-present)

### Ex turnisti
- Steve Zing - bass (2011)
- Johnny Kelly - batteria (2011-2018)

## Discografia
- 2011 - And Hell Will Follow Me (SPV GmbH/Steamhammer)
- 2013 - Lay My Soul to Waste (SPV GmbH/Steamhammer)
- 2019 - When the World Becomes Undone (Long Branch Records)